# Varennes-sur-Loire
Pour les articles homonymes, voir Varennes.
Ne doit pas être confondu avec La Varenne (Maine-et-Loire).
Varennes-sur-Loire est une commune française située dans le département de Maine-et-Loire, en région Pays de la Loire.

## Géographie

### Localisation
Cette commune est située dans la vallée de l'Authion, en bordure de Loire sur la rive gauche, en limite du département d'Indre-et-Loire.
Elle est traversée par le méridien de Greenwich.

### Hydrographie
Le bourg est implanté sur un monticule insubmersible en retrait de la levée et sur un axe nord sud perpendiculaire à la Loire. Cette levée a été construite aux XIIe et XVe siècles à la suite d'une charte d’Henri II Plantagenêt faisant état d’un système de digues pour endiguer les crues de la Loire.
Les inondations de la Loire sont des inondations de plaine régulières et progressives, plus ou moins rapides en fonction de la topographie et des aménagements du bassin versant, par suite de pluies importantes et durables provoquant le débordement du cours d’eau. Les inondations qu'a connues le Val d’Authion relèvent du type « crues mixtes », c'est-à-dire une conjonction de crues d’origine atlantique et de crues d’origine cévenole (amont du bassin). Les espaces situées derrière des levées sont exposés à des inondations par submersion ou par risque de ruptures brutales de la levée. La dernière rupture de la levée de l'Authion date de 1856. Les dernières crues les plus importantes du fleuve sont celles de 1910 et décembre 1982. La crue de référence qui a servi à l’élaboration du plan de prévention du risque inondation (PPRi) est celle de juin 1856, reconnue comme événement historique.
La commune de Varennes-sur-Loire étant exposée au risque naturel d'inondation sur tout ou partie de son territoire, un plan de prévention des risques technologiques et naturels (PPRT) a été élaboré le 29 novembre 2000 par arrêté préfectoral (révision no 2006-148 du 16 février 2006).

### Arrêtés portant reconnaissances de catastrophes naturelles
| Catastrophe | Début            | Fin              | Arrêté du        | Paru au Journal officiel |
| --- | ---------------- | ---------------- | ---------------- | ------------------------ |
| Inondation : * Par ruissellement et coulée de boue * Par une crue (débordement de cours d’eau)                      | 8 décembre 1982  | 31 décembre 1982 | 11 janvier 1983  | 13 janvier 1983          |
| Inondation : * Par ruissellement et coulée de boue * Par une crue (débordement de cours d’eau)                      | 11 avril 1983    | 16 avril 1983    | 16 mai 1983      | 18 mai 1983              |
| Mouvement de terrain - Tassements différentiels                                                                     | 1er mai 1989     | 31 décembre 1991 | 16 octobre 1992  | 17 octobre 1992          |
| Inondation : * Par ruissellement et coulée de boue * Par une crue (débordement de cours d’eau)                      | 17 janvier 1995  | 31 janvier 1995  | 6 février 1995   | 8 février 1995           |
| Mouvement de terrain Inondation : * Par ruissellement et coulée de boue * Par une crue (débordement de cours d’eau) | 25 décembre 1999 | 29 décembre 1999 | 29 décembre 1999 | 30 décembre 1999         |
| Source : Arrêté préfectoral                                                                                         |                  |                  |                  |                          |

### Communes voisines

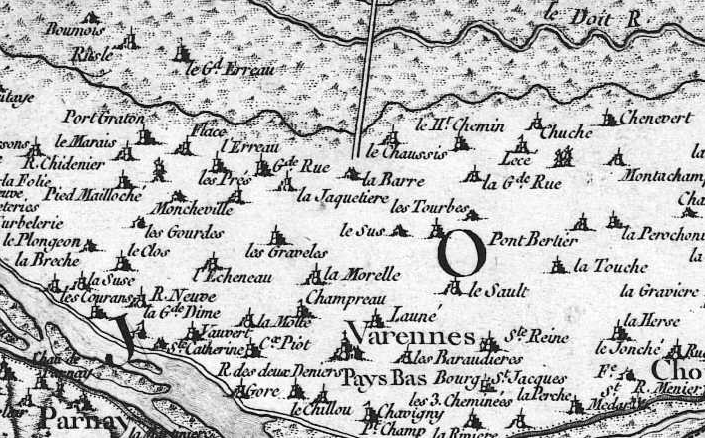
Varennes-sur-Loire sur la carte de Cassini.

Les communes les plus proches sont (classées selon la distance orthodromique du centre du bourg) :
- Montsoreau ~ 2 km
- Turquant ~ 3 km
- Candes-Saint-Martin ~ 3 km
- Parnay ~ 4 km
- Souzay-Champigny ~ 5 km
- Chouzé-sur-Loire ~ 6 km
- Saint-Germain-sur-Vienne ~ 6 km
- Fontevraud-l'Abbaye ~ 6 km
- Allonnes ~ 7 km
- Villebernier ~ 7 km
- Brain-sur-Allonnes ~ 7 km
- Saint-Nicolas-de-Bourgueil ~ 8 km
- Savigny-en-Véron ~ 8 km

### Écologie
La commune, ayant approuvé la charte du parc naturel régional Loire-Anjou-Touraine, a été classée appartenant au parc naturel régional par décret du 30 mai 1996.
L'ilôt de Parnay, en bordure de Loire, constitue un site de nidification important pour plusieurs espèces d’oiseaux protégés, en particulier la sterne naine, la sterne pierregarin, le pluvier petit-gravelot. Le site fait l'objet d’un suivi ornithologique.
Un sentier des Mariniers relie Chouzé-sur-Loire à Varennes-sur-Loire en longeant la Loire en rive droite, du confluent de la Loire et de la Vienne en direction du pont de Montsoreau, formant des circuits pédestres de quatre, huit ou douze kilomètres.
Un parcours cycliste traverse la commune : le projet « La Loire à vélo », lancé en 1995, comptera à terme 800 km — dont 600 km de parcours déjà aménagé, sécurisé et signalé —, 300 aires d'arrêt ainsi que l'accessibilité des gares aux vélos.

### Climat
Pour des articles plus généraux, voir Climat des Pays de la Loire et Climat de Maine-et-Loire.
En 2010, le climat de la commune est de type climat océanique altéré, selon une étude du CNRS s'appuyant sur une série de données couvrant la période 1971-2000. En 2020, Météo-France publie une typologie des climats de la France métropolitaine dans laquelle la commune est exposée à un climat océanique et est dans la région climatique Moyenne vallée de la Loire, caractérisée par une bonne insolation (1 850 h/an) et un été peu pluvieux.
Pour la période 1971-2000, la température annuelle moyenne est de 11,9 °C, avec une amplitude thermique annuelle de 14,7 °C. Le cumul annuel moyen de précipitations est de 620 mm, avec 11,5 jours de précipitations en janvier et 5,9 jours en juillet. Pour la période 1991-2020, la température moyenne annuelle observée sur la station météorologique de Météo-France la plus proche, sur la commune de Saint-Nicolas-de-Bourgueil à 7 km à vol d'oiseau, est de 12,5 °C et le cumul annuel moyen de précipitations est de 612,8 mm,. Pour l'avenir, les paramètres climatiques de la commune estimés pour 2050 selon différents scénarios d'émission de gaz à effet de serre sont consultables sur un site dédié publié par Météo-France en novembre 2022.

## Urbanisme

### Typologie
Au 1er janvier 2024, Varennes-sur-Loire est catégorisée commune rurale à habitat dispersé, selon la nouvelle grille communale de densité à sept niveaux définie par l'Insee en 2022.
Elle est située hors unité urbaine. Par ailleurs la commune fait partie de l'aire d'attraction de Saumur, dont elle est une commune de la couronne,. Cette aire, qui regroupe 31 communes, est catégorisée dans les aires de 50 000 à moins de 200 000 habitants,.

### Occupation des sols
L'occupation des sols de la commune, telle qu'elle ressort de la base de données européenne d’occupation biophysique des sols Corine Land Cover (CLC), est marquée par l'importance des territoires agricoles (88,8 % en 2018), une proportion sensiblement équivalente à celle de 1990 (89,5 %). La répartition détaillée en 2018 est la suivante : 
zones agricoles hétérogènes (53,4 %), terres arables (21,6 %), prairies (10,7 %), eaux continentales (7 %), zones urbanisées (4,2 %), cultures permanentes (3,1 %). L'évolution de l’occupation des sols de la commune et de ses infrastructures peut être observée sur les différentes représentations cartographiques du territoire : la carte de Cassini (XVIIIe siècle), la carte d'état-major (1820-1866) et les cartes ou photos aériennes de l'IGN pour la période actuelle (1950 à aujourd'hui).

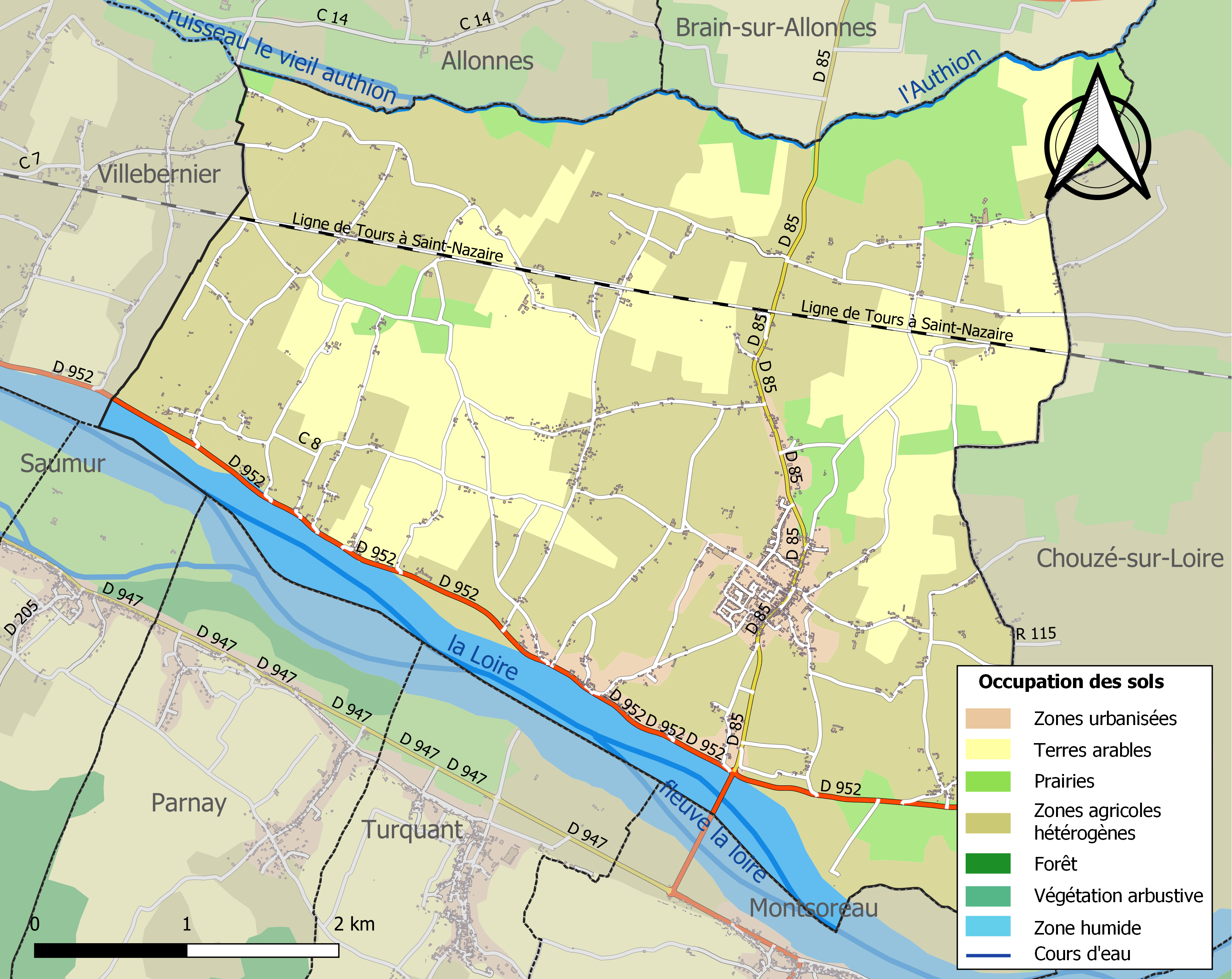
Carte des infrastructures et de l'occupation des sols de la commune en 2018 (CLC).

## Toponymie et blasonnement

### Toponymie
Le nom actuel de Varennes a une consonance géographique. En effet, une varenne désignait un monticule insubmersible qui se formait dans le lit de la Loire et où se réfugiaient les animaux durant les crues (d'où la présence d'un « lapin de garenne » sur le blason de Varennes).
D'une façon générale la varenne désigne un terrain inculte ou en friche. Dans le Val-de-Loire, le nom est souvent lié aux endroits les plus proches des berges.
Le nom de la commune a largement évolué au cours des siècles,, : Varennœ en 931, Varena en 1150, Parochia Sancti Martini de Varennis en 1243, Varenna-in-Valeya en 1348, Varennes-sous-Montsoreau en 1414, Varennes en 1496, Varennes-sous-Bourgueil en 1685, Varannes-sous-Montsoreau jusqu'à la Révolution avec l'orthographie Varennes-sous-Montsoreau ; durant la Révolution, la commune porte le nom de Varennes-sur-Loire,, son nom actuel, puis reprend le nom de Varennes-sous-Montsoreau jusqu'en 1892, et de nouveau Varennes-sur-Loire après cette date.

### Blason
Trois tours d'or sur champ de gueules représentent les trois fiefs dont dépendait Varennes : la Motte, Chavigny et Chanfreau.
L'écusson de sable, chargé d'un lapin de garenne arrêté d'argent, évoque le vieux mot varenne.
La ligne ondulée blanche représente la « Levée », digue construite vers 1160.
La partie bleue symbolise la Loire.
La cloche posée sur vagues d'azur est celle des mariniers, symbole de la marine de Loire.

## Histoire
Des vestiges préhistoriques et antiques attestent d'une présence protohistorique.
Le village est mentionné au Xe siècle (Varennœ). Il porte le nom de Varennes-sous-Montsoreau jusqu'en 1892 et de Varennes-sur-Loire après cette date. Aucune trace de la paroisse dans les titres n'apparait avant le XIIIe siècle. Au Moyen Âge, les honneurs seigneuriaux appartiennent à la terre de Chanfreaux, sous la suzeraineté du comté de Montsoreau.
Les premiers rails de chemin de fer arrivent dans le département de Maine-et-Loire en 1848 à Varennes-sur-Loire. Ces rails sont les premiers de la région des Pays-de-la-Loire pour assurer un débouché maritime à la Compagnie du PO par l’intermédiaire de sa filiale la Compagnie de Tours à Nantes avec laquelle elle fusionne le 7 mars 1852. En décembre 1848, la construction de la ligne de Tours à Saumur représente un des maillons de la radiale Paris-Nantes et au-delà. Depuis, la gare de Varennes a été fermée et le bâtiment vendu.

## Politique et administration

### Maires successifs
| Période                                  | Période                     | Identité                  | Étiquette | Qualité                                 |
| ---------------------------------------- | --------------------------- | ------------------------- | --------- | --------------------------------------- |
| 1788                                     |                             | Alain Nicolas             | -         | Syndic municipal en 1788, maire en 1790 |
| 1792                                     | an IV                       | ... Bruneau               | -         | -                                       |
| an V                                     |                             | Félix Morry               | -         | -                                       |
| 1er messidor an VIII                     |                             | Louis Champneuf           | -         | Officier de santé                       |
| 2 janvier 1808                           |                             | Jacques-Clément Bonnemère | -         | -                                       |
| 10 février 1813                          |                             | Joseph-Claude Bonnemère   | -         | -                                       |
| avril 1815                               |                             | Pierre Bouilly            | -         | -                                       |
| 12 juillet 1815                          | 24 août 1815 (démission)    | Joseph-Claude Bonnemère   | -         | -                                       |
| 17 novembre 1815                         | (démission)                 | Pierre Bouilly            | -         | -                                       |
| 30 mai 1818                              |                             | Pierre Bruneau            | -         | -                                       |
| 1832                                     |                             | Joseph-Claude Bonnemère   | -         | -                                       |
| 12 septembre 1848                        |                             | Pierre-René-Jean Bouilly  | -         | -                                       |
| 1849                                     |                             | Léon Niverlet             | -         | -                                       |
| 1851                                     |                             | Louis-Pierre Hervé        | -         | -                                       |
| 1870                                     |                             | Léon Niverlet             | -         | -                                       |
| 1871                                     |                             | Urbain Rousse-Milsonneau  | -         | -                                       |
| 1879                                     |                             | Courtois                  | -         | -                                       |
| 1881                                     |                             | Jean Gauchais             | -         | -                                       |
| 1899                                     |                             | Camille Courtois          | -         | -                                       |
| 1904                                     | 21 octobre 1930 (démission) | Albert Marsille           | -         | -                                       |
| 1930                                     |                             | Alfred Terrien            | -         | -                                       |
| 1953                                     | 1965                        | Jean Meynard              | -         | Maçon                                   |
| 1965                                     | 1971                        | André Gaignard            | -         | Agriculteur                             |
| mars 1971                                | mars 1977                   | Marcel Bietrix            | -         | Mécanicien                              |
| mars 1977                                | mars 1983                   | Pierre Constantin         | -         | Vétérinaire                             |
| mars 1983                                | mars 1995                   | Jacques Saint-Cast        | DVD       | Capitaine au long cours retraité        |
| mars 1995                                | mars 2008                   | Gilles Lange              | -         | Enseignant                              |
| mars 2008                                | mars 2014                   | Gérard Bornes             | -         | Militaire retraité                      |
| mars 2014                                | En cours (au 25 mai 2020)   | Gilles Talluau,           | DVD       |                                         |
| Les données manquantes sont à compléter. |                             |                           |           |                                         |

### Participations aux élections
| Élections présidentielles, résultats des deuxièmes tours.                                           | Élections présidentielles, résultats des deuxièmes tours. | Élections présidentielles, résultats des deuxièmes tours. | Élections présidentielles, résultats des deuxièmes tours. | Élections présidentielles, résultats des deuxièmes tours. | Élections présidentielles, résultats des deuxièmes tours. | Élections présidentielles, résultats des deuxièmes tours. | Élections présidentielles, résultats des deuxièmes tours. |
| Année                                                                                               | Élu                                                       | Élu                                                       | Élu                                                       | Battu                                                     | Battu                                                     | Battu                                                     | Participation                                             |
| --------------------------------------------------------------------------------------------------- | --------------------------------------------------------- | --------------------------------------------------------- | --------------------------------------------------------- | --------------------------------------------------------- | --------------------------------------------------------- | --------------------------------------------------------- | --------------------------------------------------------- |
| 2002                                                                                                | 872 - 82,89 %                                             | Jacques Chirac                                            | RPR                                                       | 180 - 17,11 %                                             | Jean-Marie Le Pen                                         | FN                                                        | 1118 - 81,84 %                                            |
| 2007                                                                                                | 688 - 61,70 %                                             | Nicolas Sarkozy                                           | UMP                                                       | 427 - 38,30 %                                             | Ségolène Royal                                            | PS                                                        | 1162 - 85,07 %                                            |
| 2012                                                                                                | 420 - 39,29 %                                             | François Hollande                                         | PS                                                        | 649 - 60,71 %                                             | Nicolas Sarkozy                                           | UMP                                                       | 1143 - 81,18 %                                            |
| 2017                                                                                                | 530 - 54,41 %                                             | Emmanuel Macron                                           | EM                                                        | 444 - 45,59 %                                             | Marine Le Pen                                             | FN                                                        | 1083 - 78,42 %                                            |
| 2022                                                                                                | %                                                         | Emmanuel Macron                                           | LREM                                                      | %                                                         | Marine Le Pen                                             | RN                                                        | %                                                         |
| Élections législatives, résultats des deux meilleurs scores du dernier tour de scrutin.             |                                                           |                                                           |                                                           |                                                           |                                                           |                                                           |                                                           |
| Année                                                                                               | Élu                                                       | Élu                                                       | Élu                                                       | Battu                                                     | Battu                                                     | Battu                                                     | Participation                                             |
| Varennes-sur-Loire est répartie sur plusieurs circonscriptions, cf. les résultats des .             |                                                           |                                                           |                                                           |                                                           |                                                           |                                                           |                                                           |
| Avant 2010, Varennes-sur-Loire est répartie sur plusieurs circonscriptions, cf. les résultats des . |                                                           |                                                           |                                                           |                                                           |                                                           |                                                           |                                                           |
| 2002                                                                                                | %                                                         |                                                           |                                                           | %                                                         |                                                           |                                                           | %                                                         |
| 2007                                                                                                | %                                                         |                                                           |                                                           | %                                                         |                                                           |                                                           | %                                                         |
| Après 2010, Varennes-sur-Loire est répartie sur plusieurs circonscriptions, cf. les résultats de .  |                                                           |                                                           |                                                           |                                                           |                                                           |                                                           |                                                           |
| 2012                                                                                                | %                                                         |                                                           |                                                           | %                                                         |                                                           |                                                           | %                                                         |
| 2017                                                                                                | %                                                         |                                                           |                                                           | %                                                         |                                                           |                                                           | %                                                         |
| 2022                                                                                                | %                                                         |                                                           |                                                           | %                                                         |                                                           |                                                           | %                                                         |
| 2024                                                                                                | %                                                         |                                                           |                                                           | %                                                         |                                                           |                                                           | %                                                         |
| Élections européennes, résultats des deux meilleurs scores.                                         |                                                           |                                                           |                                                           |                                                           |                                                           |                                                           |                                                           |
| Année                                                                                               | Liste 1re                                                 | Liste 1re                                                 | Liste 1re                                                 | Liste 2e                                                  | Liste 2e                                                  | Liste 2e                                                  | Participation                                             |
| 2004                                                                                                | %                                                         |                                                           |                                                           | %                                                         |                                                           |                                                           | 527 - 39,12 %                                             |
| 2009                                                                                                | %                                                         |                                                           |                                                           | %                                                         |                                                           |                                                           | 502 - 36,22 %                                             |
| 2014                                                                                                | %                                                         |                                                           |                                                           | %                                                         |                                                           |                                                           | %                                                         |
| 2019                                                                                                | %                                                         |                                                           |                                                           | %                                                         |                                                           |                                                           | %                                                         |
| 2024                                                                                                | %                                                         |                                                           |                                                           | %                                                         |                                                           |                                                           | %                                                         |
| Élections régionales, résultats des deux meilleurs scores.                                          |                                                           |                                                           |                                                           |                                                           |                                                           |                                                           |                                                           |
| Année                                                                                               | Liste 1re                                                 | Liste 1re                                                 | Liste 1re                                                 | Liste 2e                                                  | Liste 2e                                                  | Liste 2e                                                  | Participation                                             |
| 2004                                                                                                | %                                                         |                                                           |                                                           | %                                                         |                                                           |                                                           | %                                                         |
| 2010                                                                                                | %                                                         |                                                           |                                                           | %                                                         |                                                           |                                                           | %                                                         |
| 2015                                                                                                | %                                                         |                                                           |                                                           | %                                                         |                                                           |                                                           | %                                                         |
| 2021                                                                                                | %                                                         |                                                           |                                                           | %                                                         |                                                           |                                                           | %                                                         |
| Élections cantonales, résultats des deux meilleurs scores du dernier tour de scrutin.               |                                                           |                                                           |                                                           |                                                           |                                                           |                                                           |                                                           |
| Année                                                                                               | Élu                                                       | Élu                                                       | Élu                                                       | Battu                                                     | Battu                                                     | Battu                                                     | Participation                                             |
| Varennes-sur-Loire est répartie sur plusieurs cantons, cf. les résultats de ceux de .               |                                                           |                                                           |                                                           |                                                           |                                                           |                                                           |                                                           |
| 2001                                                                                                | %                                                         |                                                           |                                                           | %                                                         |                                                           |                                                           | %                                                         |
| 2004                                                                                                | %                                                         |                                                           |                                                           | %                                                         |                                                           |                                                           | %                                                         |
| 2008                                                                                                | %                                                         |                                                           |                                                           | %                                                         |                                                           |                                                           | %                                                         |
| 2011                                                                                                | %                                                         |                                                           |                                                           | %                                                         |                                                           |                                                           | %                                                         |
| Élections départementales, résultats des deux meilleurs scores du dernier tour de scrutin.          |                                                           |                                                           |                                                           |                                                           |                                                           |                                                           |                                                           |
| Année                                                                                               | Élus                                                      | Élus                                                      | Élus                                                      | Battus                                                    | Battus                                                    | Battus                                                    | Participation                                             |
| Varennes-sur-Loire est répartie sur plusieurs cantons, cf. les résultats de ceux de .               |                                                           |                                                           |                                                           |                                                           |                                                           |                                                           |                                                           |
| 2015                                                                                                | %                                                         |                                                           |                                                           | %                                                         |                                                           |                                                           | %                                                         |
| 2021                                                                                                | %                                                         |                                                           |                                                           | %                                                         |                                                           |                                                           | %                                                         |
| Référendums.                                                                                        |                                                           |                                                           |                                                           |                                                           |                                                           |                                                           |                                                           |
| Année                                                                                               | Oui (national)                                            | Oui (national)                                            | Oui (national)                                            | Non (national)                                            | Non (national)                                            | Non (national)                                            | Participation                                             |
| 1992                                                                                                | 397 - 45,01 % (51,04 %)                                   | 397 - 45,01 % (51,04 %)                                   | 397 - 45,01 % (51,04 %)                                   | 485 - 54,99 % (48,96 %)                                   | 485 - 54,99 % (48,96 %)                                   | 485 - 54,99 % (48,96 %)                                   | 915 - 71,21 %                                             |
| 2000                                                                                                | 230 - 70,77 % (73,21 %)                                   | 230 - 70,77 % (73,21 %)                                   | 230 - 70,77 % (73,21 %)                                   | 95 - 29,23 % (26,79 %)                                    | 95 - 29,23 % (26,79 %)                                    | 95 - 29,23 % (26,79 %)                                    | 396 - 29,57 %                                             |
| 2005                                                                                                | 413 - 44,79 % (45,33 %)                                   | 413 - 44,79 % (45,33 %)                                   | 413 - 44,79 % (45,33 %)                                   | 509 - 55,21 % (54,67 %)                                   | 509 - 55,21 % (54,67 %)                                   | 509 - 55,21 % (54,67 %)                                   | 954 - 71,51 %                                             |

Nombre d'inscrits aux différentes élections, abstentions, blancs et nuls, exprimés :
- Référendum 1992 : 1285, 370 (28,79 %), 33 (3,61 %), 882 (96,39 %)
- Référendum 2000 :1 339 , 943 (70,43 %), 71 (17,93 %), 325 (82,07 %)
- Présidentielle 2002 : 1366, 248 (18,16 %), Blancs/Nuls = 66 (5,90 %), 1052 (94,10 %)
- Européenne 2004 : 1347, 820 (60,88 %), 17 (3,23 %), 510 (96,77 %)
- Référendum 2005 : 1334, 380 (28,49 %), 32 (3,35 %), 922 (96,65 %)
- Présidentielle 2007 : 1366, 204 (14,93 %), 47 (4,04 %), 1115 (95,96 %)
- Municipale 2008 (19 sièges à pourvoir) : 1378, 361 (26,20 %), 36 (3,54 %), 981 (96,46 %)
- Européenne 2009 : 1386, 884 (63,78 %), 26 (5,18 %), 476 (94,82 %)
- Présidentielle 2012 : 1408, 265 (18,82 %), 74 (6,47 %), 1069 (93,53 %)

### Intercommunalité
La commune est membre de la communauté d'agglomération Saumur Val de Loire. La commune était précédemment membre de la communauté d'agglomération de Saumur Loire Développement.

### Autres circonscriptions
À partir de 1791 Varennes-sur-Loire fait partie du canton de Brain-sur-Allonnes, puis jusqu'en 2014 du canton d'Allonnes et de l'arrondissement de Saumur. Ce canton compte alors sept communes. Dans le cadre de la réforme territoriale, un nouveau découpage territorial pour le département de Maine-et-Loire est défini par le décret du 26 février 2014. La commune est alors rattachée au canton de Longué-Jumelles, avec une entrée en vigueur au renouvellement des assemblées départementales de 2015.

## Population et société

### Démographie

#### Évolution démographique
L'évolution du nombre d'habitants est connue à travers les recensements de la population effectués dans la commune depuis 1793. Pour les communes de moins de 10 000 habitants, une enquête de recensement portant sur toute la population est réalisée tous les cinq ans, les populations de référence des années intermédiaires étant quant à elles estimées par interpolation ou extrapolation. Pour la commune, le premier recensement exhaustif entrant dans le cadre du nouveau dispositif a été réalisé en 2006.

En 2022, la commune comptait 1 924 habitants, en évolution de +5,19 % par rapport à 2016 (Maine-et-Loire : +2,12 %, France hors Mayotte : +2,11 %).
| 1793  | 1800  | 1806  | 1821  | 1831  | 1836  | 1841  | 1846  | 1851  |
| ----- | ----- | ----- | ----- | ----- | ----- | ----- | ----- | ----- |
| 1 792 | 2 144 | 2 256 | 2 500 | 2 416 | 2 605 | 2 596 | 2 596 | 2 536 |

| 1856  | 1861  | 1866  | 1872  | 1876  | 1881  | 1886  | 1891  | 1896  |
| ----- | ----- | ----- | ----- | ----- | ----- | ----- | ----- | ----- |
| 2 407 | 2 205 | 2 209 | 2 000 | 1 934 | 1 807 | 1 746 | 1 734 | 1 642 |

| 1901  | 1906  | 1911  | 1921  | 1926  | 1931  | 1936  | 1946  | 1954  |
| ----- | ----- | ----- | ----- | ----- | ----- | ----- | ----- | ----- |
| 1 578 | 1 536 | 1 449 | 1 378 | 1 392 | 1 395 | 1 406 | 1 559 | 1 674 |

| 1962  | 1968  | 1975  | 1982  | 1990  | 1999  | 2006  | 2011  | 2016  |
| ----- | ----- | ----- | ----- | ----- | ----- | ----- | ----- | ----- |
| 1 766 | 1 726 | 1 655 | 1 840 | 1 847 | 1 800 | 1 896 | 1 884 | 1 829 |

| 2021  | 2022  | - | - | - | - | - | - | - |
| ----- | ----- | - | - | - | - | - | - | - |
| 1 892 | 1 924 | - | - | - | - | - | - | - |

#### Pyramide des âges
La population de la commune est relativement âgée. En 2020, le taux de personnes d'un âge inférieur à 30 ans s'élève à 32,7 %, soit en dessous de la moyenne départementale (36,9 %). À l'inverse, le taux de personnes d'âge supérieur à 60 ans est de 32,8 % la même année, alors qu'il est de 26,1 % au niveau départemental.
En 2020, la commune comptait 920 hommes pour 939 femmes, soit un taux de 50,51 % de femmes, inférieur au taux départemental (51,42 %).
Les pyramides des âges de la commune et du département s'établissent comme suit.
| Hommes | Classe d’âge | Femmes |
| ------ | ------------ | ------ |
| 1,3    | 90 ou +      | 1,9    |
| 8,4    | 75-89 ans    | 10,2   |
| 22,5   | 60-74 ans    | 21,3   |
| 18,6   | 45-59 ans    | 18,9   |
| 16,3   | 30-44 ans    | 15,3   |
| 14,8   | 15-29 ans    | 13,6   |
| 18,1   | 0-14 ans     | 18,8   |

| Hommes | Classe d’âge | Femmes |
| ------ | ------------ | ------ |
| 0,9    | 90 ou +      | 2,1    |
| 7      | 75-89 ans    | 9,5    |
| 16,2   | 60-74 ans    | 16,9   |
| 19,4   | 45-59 ans    | 18,7   |
| 18,2   | 30-44 ans    | 17,5   |
| 18,8   | 15-29 ans    | 17,6   |
| 19,5   | 0-14 ans     | 17,6   |

### Structures communales
Varennes a disposé d'une compagnie de sapeurs-pompiers, depuis la création des « gardes-pompiers » par Napoléon, jusqu'à sa dissolution le 6 novembre 1956.
Varennes dispose également d'un camping, le camping de la Brêche, situé à proximité de l'étang de la Brêche.

### Santé
Une maison de santé pluridisciplinaire a ouvert en septembre 2014.

### Sports
Le club de football a fusionné avec celui de la commune de Villebernier. L'USV, en fusionnant, a donné l'ESVV, dont les résultats sont partagés entre les juniors et les seniors.

### Culture
Depuis le 11 octobre 1885, la commune a une fanfare, l'Harmonie musicale de Varennes-sur-Loire, qui anime régulièrement les fêtes villageoises.

### Médias
Le central téléphonique desservant la commune est situé à Montsoreau, de l'autre côté de la Loire. Il comporte environ 2 500 lignes. Bien qu'équipé des offres ADSL, ADSL Max et ADSL2+ du réseau France Télécom, il n'est pas possible pour nombre d'abonnés de bénéficier de ces offres.
Outre l'accès par satellite, l'attribution d'une licence WiMAX a une délégation de service public permettant d'installer un réseau hertzien utilisant cette technologie, a offert des connexions internet haut-débit aux internautes situés en zone blanche ADSL.
Le déploiement de la fibre optique est en cours.

### Manifestations culturelles et festivités
Manifestations culturelles et festivités au début du XXIe siècle :
- Vide-greniers : dernier dimanche de mai ;
- Grande tablée Varennaise : samedi soir, mi-juin ;
- Fête des battages : dernier dimanche de juillet ;
- Visites du moulin du Champ des Isles.
- Grande tablée des petits-champs.

## Économie
Sur 116 établissements présents sur la commune à fin 2010, 38 % relèvent du secteur de l'agriculture (pour une moyenne de 17 % sur le département), 9 % du secteur de l'industrie, 10 % du secteur de la construction, 36 % de celui du commerce et des services et 8 % du secteur de l'administration et de la santé. Fin 2015, sur les 117 établissements actifs, 27 % relèvent du secteur de l'agriculture (pour 11 % sur le département), 10 % du secteur de l'industrie, 7 % du secteur de la construction, 48 % de celui du commerce et des services et 9 % du secteur de l'administration et de la santé.

## Culture locale et patrimoine

### Lieux et monuments

#### Architecture inscrite aux Monuments historiques
- Église Saint-Martin-de-Vertou des XIIe, XVe et XVIe siècles, inscrite aux Monuments historiques par arrêté du 26 octobre 1972[66] :
  - voûte d'ogives au-dessus de l'autel, voûte qui est le seul reste de la première église de Varennes (fin XIIe siècle),
  - cloche en bronze, fondue en 1547 (porte la date) pour être installée dans la chapelle du manoir de Lece à Chouzé-sur-Loire (Indre-et-Loire) ; après la vente nationale du manoir, en 1796, la cloche est transférée dans une maison de Gaure à Varennes-sur-Loire ; en 1952 elle est donnée par le propriétaire de cette maison, à la commune de Varennes-sur-Loire qui la fait installer dans le clocher de l'église paroissiale,
  - lutrin massif du XVIIe siècle,
  - tableau[67] peint par Claude Musy le père, au XVIIe siècle, issu de l'Abbaye de Fontevraud. On y voit Saint François prêchant en présence de Louis XIII et de son épouse Anne d'Autriche,
  - portail du XIXe siècle ;
- Moulin cavier « Le Champ-des-Îles », construit de 1822 à 1826, en fonction jusqu'en 1911, restauré en 1992, inscrit aux MH par arrêté du 28 mars 1977[68] ;
- Moulin à vent de La Croix-des-Noues, inscrit aux MH par arrêté du 28 mars 1977[69] ;
- Ferme de Mongeville, à colombage du XVIe siècle, en brique rouge, inscrite aux MH en totalité par arrêté du 6 mars 1997[70] ;
- Manoir de Chanfreau (XVe et XVIe siècles) : tours, tourelles, grange dîmière ;
- Ancienne gentilhommière de Chavigny (XVe et XVIe siècles) ayant appartenu à Rabelais ;
- Cadran lunaire (inscrit à l'inventaire général) en ardoise gravée de 1661 ;
- Gare, construite en 1848, inscrite aux MH par arrêté du 28 décembre 1984[71].

#### Église paroissiale

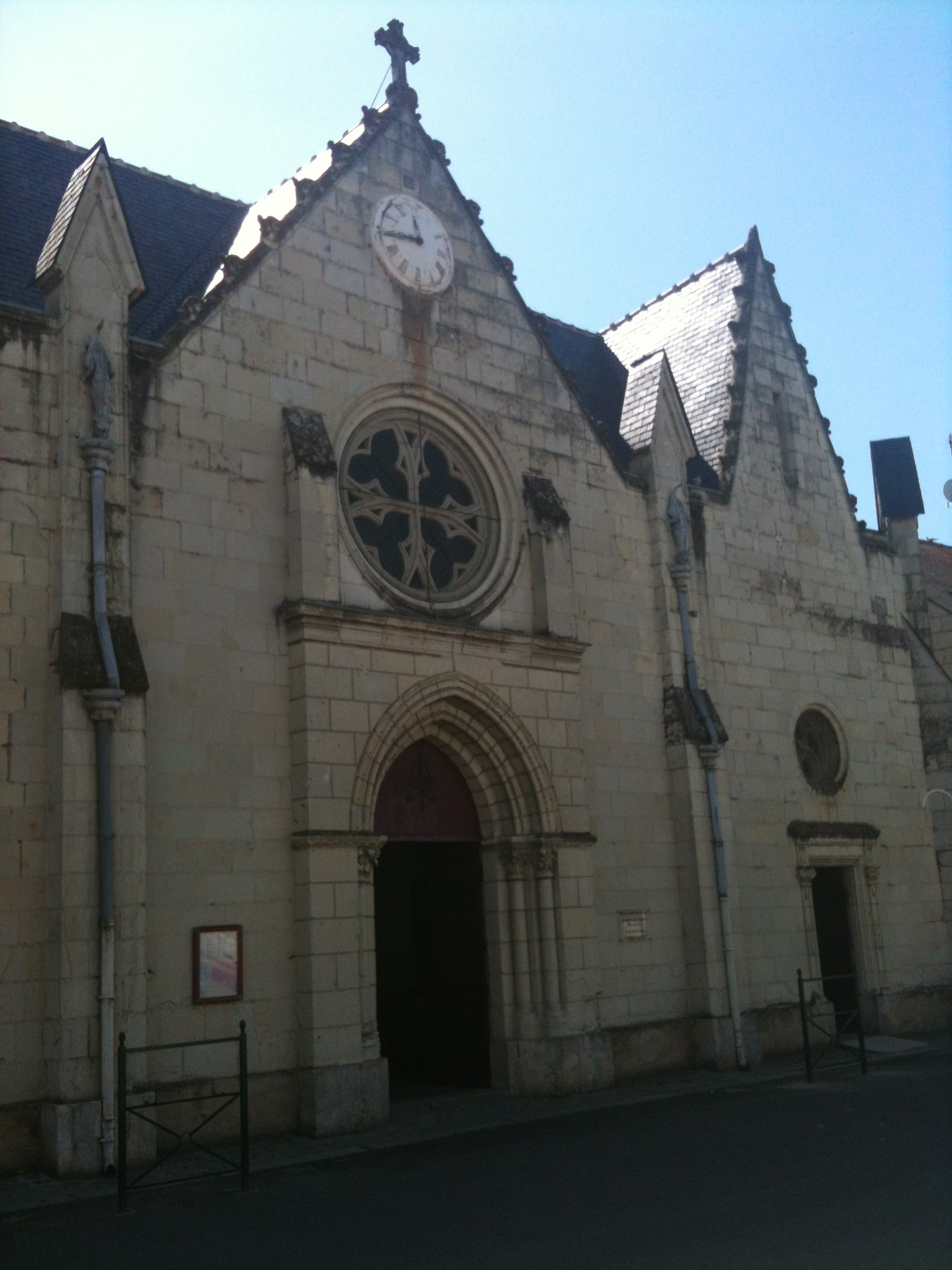
Façade de l'église de Varennes-sur-Loire.

L'église paroissiale Saint-Martin-de-Vertou à Varennes-sur-Loire est située sur la place du Jeu-de-Paume. Elle est construite selon un plan en croix latine.
Son clocher date du XIIe siècle ; les 4e et 5e travées du bas-côté nord sont du dernier quart du XVe siècle (on y distingue une date incomplète : 149.) ; le bas-côté sud est construit en 1515 (dates gravées dans la 5e travée et au-dessus de la porte sur la façade ouest, seules les 4e et 5e travées paraissent avoir été voûtées à cette date ; les trois autres travées sont couvertes provisoirement jusqu'en 1560, date à laquelle elles reçoivent des voûtes (portant la date) ; le chœur et la travée le précédant sont commencés en 1516, achevés en 1518 (porte la date) ; la nef est couverte d'un lambris en 1520 permettant ainsi la bénédiction de l'église le 16 octobre 1520 ; suit alors la construction des 1re, 2e et 3e travées du bas-côté nord en 1531 (porte la date) ; en 1880 a lieu la réfection des piliers de la nef (porte la date), avec destruction du lambris et construction de voûtes de style XVIe siècle ; en même temps, il y a réfection des charpentes et de la toiture de la nef, puis reconstruction des trois pignons de la façade ouest.
Sur les clefs de la voûte de la nef centrale, sont représentées les armes du pape Léon XIII et de monseigneur Freppel, évêque d'Angers.

##### Tableau peint par Claude Musy
Il représente la famille royale agenouillée au pied de saint François d'Assise prêchant la dévotion au scapulaire. D'une largeur de 80 cm sur une hauteur de 45 cm, il est signé Claude Musy pinxit invenit. Claude Musy l'aurait peint dans le 2e quart du XVIIe siècle, probablement vers 1636. Propriété de la commune et protégé depuis le 28 janvier 1938, il est désormais classé au titre des objets classés Monuments historiques depuis le 20 décembre 1993.

#### Moulins à vent
La position géographique de Varennes étant dans un couloir de vents de deux vents dominants, il y a eu jusqu'à neuf moulins à vent à Varennes-sur-Loire, dont sept de type cavier, partiellement conservés ou détruits ; tous cessèrent de fonctionner avant ou pendant la Première Guerre mondiale.
L'histoire de la paroisse de Varennes indique qu'un moulin à vent fut détruit en 1617 par la foudre.

##### La Croix-des-Noues
Le moulin à vent de La Croix-des-Noues, inscrit aux MH, a été construit en 1852 ; les virants et les tournants provenaient d'un moulin situé à Bonneveau, sur la commune de Brain-sur-Allonnes ; il était équipé d'ailes Berton ; il a cessé de fonctionner en 1914 ; un nouveau logis est élevé alors au sud du massereau, à l'emplacement de deux caves détruites. Dans la partie inférieure maçonnée du moulin, ne subsistent que deux caves voûtées en plein-cintre de part et d'autre de la tour du massereau, les deux autres ayant été détruites lors de la construction du nouveau logis sud.

##### Le Champ-des-Îles

###### MoulinBeilloire-Hersard
Le seul moulin cavier du Champ-des-Îles encore existant — et visitable —, inscrit aux MH, a été construit de 1822 à 1826 (indiqué dans le cadastre de 1840). Il fut équipé d'ailes Berton et cessa de fonctionner en 1915. Restauré par le couple Nicole Granier-Claude Vinatier à partir de 1977, il a été remis au vent le 21 juin 1992,. Le 2 juin 2008, en fin de soirée, la tête de l’arbre s’est brisée au ras de la hucherolle et les quatre ailes sont tombées sur la masse et la toiture des bâtiments voisins.
Propriétaires successifs :
- 4 janvier 1829 : vente par M. Robidat, vétérinaire à Varennes-sur-Loire, à M. Patrice Fouricau ;
- 10 décembre 1829 : vente par M. Fouricau à M. Louis-Honoré Borien, meunier-boulanger à Varennes ;
- 2 novembre 1855 : vente à M. François Nicolas Beilloire, marinier, et sa femme Louise Cholet ;
- Désiré Urbain Beilloire (1849-1911), hérite de ses parents ; à son mariage (4 novembre 1872) avec Ernestine Hersard, leurs initiales B et H sont gravées sur la maison ;
- 8 octobre 1911 : Mort de Désiré Beilloire, sa veuve cède l'exploitation du moulin en 1913 à Lechat, meunier voisin ;
- 2 septembre 1940 : Mort d'Hernestine Hersard-Beilloire ; le moulin revient en héritage à Mathilde, Désirée, Ernestine Beilloire (1881-1964) ;
- 10 juin 1964 : M. et Mme Granier reçoivent en héritage par donation de Mathilde Beilloire, moulin, maison et terres.

###### MoulinsGaignard
Deux autres moulins sur la propriété Gaignard sont désormais entièrement détruits dont celui sur lequel était fixé un cadran lunaire sur lequel est écrit en vieux français :
« Le passage de l'ombre c'est un temps

Ce n'est pas ô mortels cette ombre qui se passe

Sont vos ans, sont vos jours qui ne font que passer

L'ombre passe et repasse tous les ans, tous les jours.

Mais vos ans et vos jours passent sans repasser. »
C'est le 26 avril 1961 que les voûtes du moulin Gaignard s'effondrent. Marguerite Tortu l'apprend à sa mère Mathilde :
« ...ce moulin et celui dont les pierres ont servi à construire la maison des Gaignard appartenaient aux seigneurs du château de Champhroux. Parmi les décombres du moulin, un cadran lunaire en ardoise daté de 1661 est retrouvé, détail fourni le 2 mai par Marguerite. Il y a une photographie de celle-ci tenant le cadran lunaire entre ses mains que Mathilde fait reproduire sous forme de cartes postales... »
— Sylvie Estrade, La terre, le père et le moulin, p. 180.

###### MoulinMarsille
Il reste encore le massereau (l'assise) du moulin de la propriété Marsille.

###### MoulinLechat
Le moulin est construit en 1818 par Pierre Beaufils sur la parcelle « d 962 ».
En 1847, il est propriété de René Beaufils, fils du précédent qui le vend en 1862 à Toussaint Mitonneau, marchand de grains.
Il est revendu le 1er mars 1869 à Louis Soyer et sa femme Joséphine Malecot pour la somme de douze mille cinq cent cinquante francs ; 
il est transmis par héritage en 1883 à Marie-Joséphine Soyer, épouse d'Auguste Lechat le 28 décembre 1899 ;
il est à nouveau transmis par héritage à Louis-Xavier Lechat ; le 18 mars 1931 il est retransmis à Jean-Paul Lechat, propriétaire actuel.
Le moulin s'est arrêté de fonctionner en 1915 et les ailes démontées pour échapper à une imposition de l'époque. Différentes pièces de l'intérieur ont servi à la reconstruction du moulin bleu à Bourgueil (Indre-et-Loire) ; les chandelles qui soutenaient les meules sont maintenant sous l'autel dans l'église de Varennes. La hucherolle qui devenait dangereuse a été démontée en 1965 et il ne reste maintenant que le massereau.

##### Mongeville
À Mongeville, un moulin à vent cavier a été construit en 1846 dont ne subsiste que la partie inférieure en terre et maçonnerie ; les tournants et virants en charpente ont été détruits ; le logis est construit à la même époque à l'écart du moulin.

#### Manoir de Mongeville
Le manoir de Mongeville à Varennes-sur-Loire est une maison d'habitation de plan rectangulaire en pan de bois construite dans la première moitié du XVIe (une cheminée aujourd'hui disparue portait la date 1517). Cette maison inscrite aux MH, inhabitée depuis fort longtemps, est dans un état de conservation archéologique exceptionnel. Faute d'entretien, ce bâtiment, classé MH en 1997, menace ruine.

#### Manoir de Chanfreau
Le manoir de Chanfreau date du XVe siècle ; son logis a été en partie détruit au XIXe siècle. De ce fait, sa toiture a été abaissée en 1924 (datation par travaux historiques) et les percements de la façade sud ont été modifiés au cours des années 1950-60. L'entrée comprend un pigeonnier, et les vestiges d'une enceinte, avec une grange et des logements au nord-est. L'un de ces derniers a été remanié en 1706 (porte la date). Le logement sud construit en 1728 (porte la date), est actuellement en ruine. Les combles du logis primitif (détruit en 1924) étaient desservis par un escalier dans une tour située sur la façade sud et détruite au XIXe siècle.

#### Maisons de maîtres
Il subsiste de nombreuses maisons de maîtres, construites en tuffeau et couvertes d'ardoises comme celle située aux « Grandes Gourdes » dont le corps de bâtiment côté est du logis date du XVe siècle, celui du rez-de-chaussée à l'ouest, de la 2e moitié du XVIe siècle, rehaussé d'un étage et de combles au cours de la 2e moitié du XVIIe siècle ainsi que les parties agricoles au sud et le logement des domestiques. Ces derniers, remaniés et agrandis au XIXe siècle, ont été vendus au début du XXe siècle pour former une propriété distincte. Le logis de ferme a été allongé vers l'est en 1943 (porte la date). Une magnifique girouette est située sur le bâtiment sud-est des parties agricoles.

#### Monument aux morts

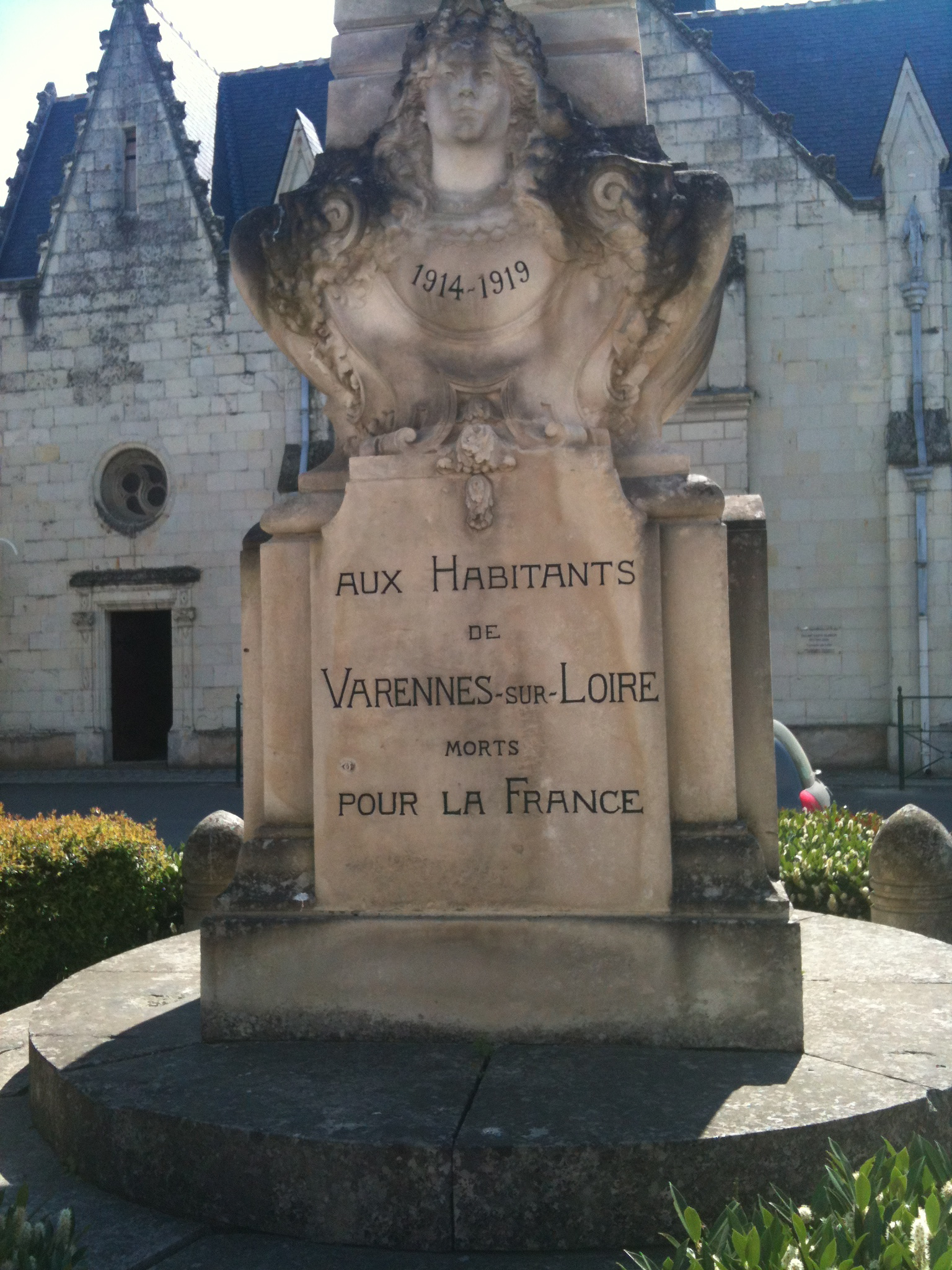
Monument aux morts de Varennes-sur-Loire.

Le monument aux morts de Varennes-sur-Loire est situé sur la place du Jeu-de-Paume, face à l'église. Construit en 1921, son décor représente un buste de femme figurant la république, encadré de chutes de laurier, surmonté d'une palme.

#### Ports sur la Loire
En allant vers Villebernier, au lieu-dit Gaure, un port datant de la 2e moitié du XIXe siècle est constitué de quatre cales étagées sur deux niveaux : les deux cales inférieures, partant du lit de la Loire rejoignent un plateau intermédiaire d'où s'élèvent les deux cales supérieures pour atteindre le niveau de la RN 152 au sommet de la levée. C'est de là que partait et arrivait le bac permettant la traversée de la Loire, bac remplacé par la construction plus à l'est d'un pont en 1901.
Du lieu-dit Le port de Varennes, encore plus à l'est, on a une vue sur Montsoreau, Candes-Saint-Martin et le confluent de la Loire et de la Vienne. Ce lieu est actuellement utilisé en espace de loisirs (parcours pédestre).

#### Pont de Varennes-Montsoreau
Construit en 1901, il franchit la Loire entre les communes de Varennes-sur-Loire et de Monsoreau. C'est un pont-route en poutres en treillis.
Durant la Seconde Guerre mondiale, le pont fut détruit par la Résistance, qui l'a bombardé depuis les hauteurs de la rive sud pour s'opposer aux Allemands qui avaient envahi Varennes.

#### Gare SNCF
La gare de Varennes-sur-Loire est inscrite à l'inventaire des monuments historiques par arrêté du 28 décembre 1984.
Dans une scène du film La Cage aux rossignols, tourné dans les studios des Buttes-Chaumont puis à Varennes et l‘abbaye de Fontevraud en 1944, on peut voir le comédien Noël-Noël entrer dans la gare en courant avant que le tournage du film soit interrompu par l'offensive américaine qui a suivi le débarquement du 6 juin 1944.
Elle est actuellement fermée à tout trafic (voyageurs ou marchandises).

### Personnalités liées à la commune
- François Rabelais (1493-1553), écrivain français du XVIe siècle, célèbre pour les aventures de Gargantua et de Pantagruel a habité à Varennes-sur-Loire dans sa jeunesse[83].
- Noël-Noël, acteur français, a résidé durant une quinzaine de jours à Varennes-sur-Loire pour le tournage de La Cage aux rossignols.
- René Léraud (1916-2010), peintre, graveur, sculpteur français, s'y est installé lors de sa retraite d'instituteur et y est mort.